# سفارة سلوفينيا في المملكة المتحدة
سفارة سلوفينيا في المملكة المتحدة هي أرفع تمثيل دبلوماسي لدولة سلوفينيا لدى المملكة المتحدة. تقع السفارة في مدينة وستمنستر وهي تهدف لتعزيز المصالح السلوفينية في المملكة المتحدة.

## وصلات خارجية
- الموقع الرسمي
- قائمة سفارات سلوفينيا
- قائمة السفارات في المملكة المتحدة